# AO Cru
AO Cru es una supergigante roja variable de la costelación de la Cruz del Sur, es una estrella que se encuentra a 8153.909 años luz(2500 parsecs). Es una supergigante roja aparentemente solitaria no perteneciente a ningún grupo estelar.

## Propiedades Físicas
La estrella es una supergigante roja pulsante de tipo M0Iab, una estrella muy masiva con temperaturas de 4000K y un índice de B-V 2.08. Su magnitud aparente es de 7.4–8.5 aproximadamente, con una magnitud absoluta que suele estar en -4.6–(-3.4), y correspondiente a esto su luminosidad ronda los 40000–30000 luminosidades solares.
AO Cru es una supergigante roja muy grande con un radio de 402 radios solares, con una masa de 75 masas solares, podría destruir al sistema solar por completo si solo estuviera a 10 parsecs.

## Tipo de variable
AO Crucis es una estrella variable irregular lenta, lo que significa que su tamaño cambia con el tiempo. El tipo variable suele recibir el nombre de la primera estrella de ese tipo descubierta. El brillo de AO Crucis varía de una magnitud de 7,503 a una de 7,232 durante su período variable. Cuanto menor sea la magnitud, más brillante será la estrella. Su período variable/pulsante dura 0,2370 días.

## Tiempo de vida
Su tiempo de vida es normal, esta en una estrella joven que esta llegando a su etapa de vida media, se prevé que muera en 30 millones de años o más.